# Зелена (Барановицький район)
Зелена (біл. Зялёная) — село в Білорусі, у Барановицькому районі Берестейської області. Орган місцевого самоврядування — Городищенська сільська рада.

## Населення
За переписом населення Білорусі 2009 року чисельність населення села становило 182 особи.